# Kępa Redłowska
Kępa Redłowska – mikroregion na Pobrzeżu Kaszubskim. Całość mikroregionu znajduje się na terenie Gdyni. Na terenie Kępy Redłowskiej znajduje się Rezerwat przyrody Kępa Redłowska.